# Kloster Biburg

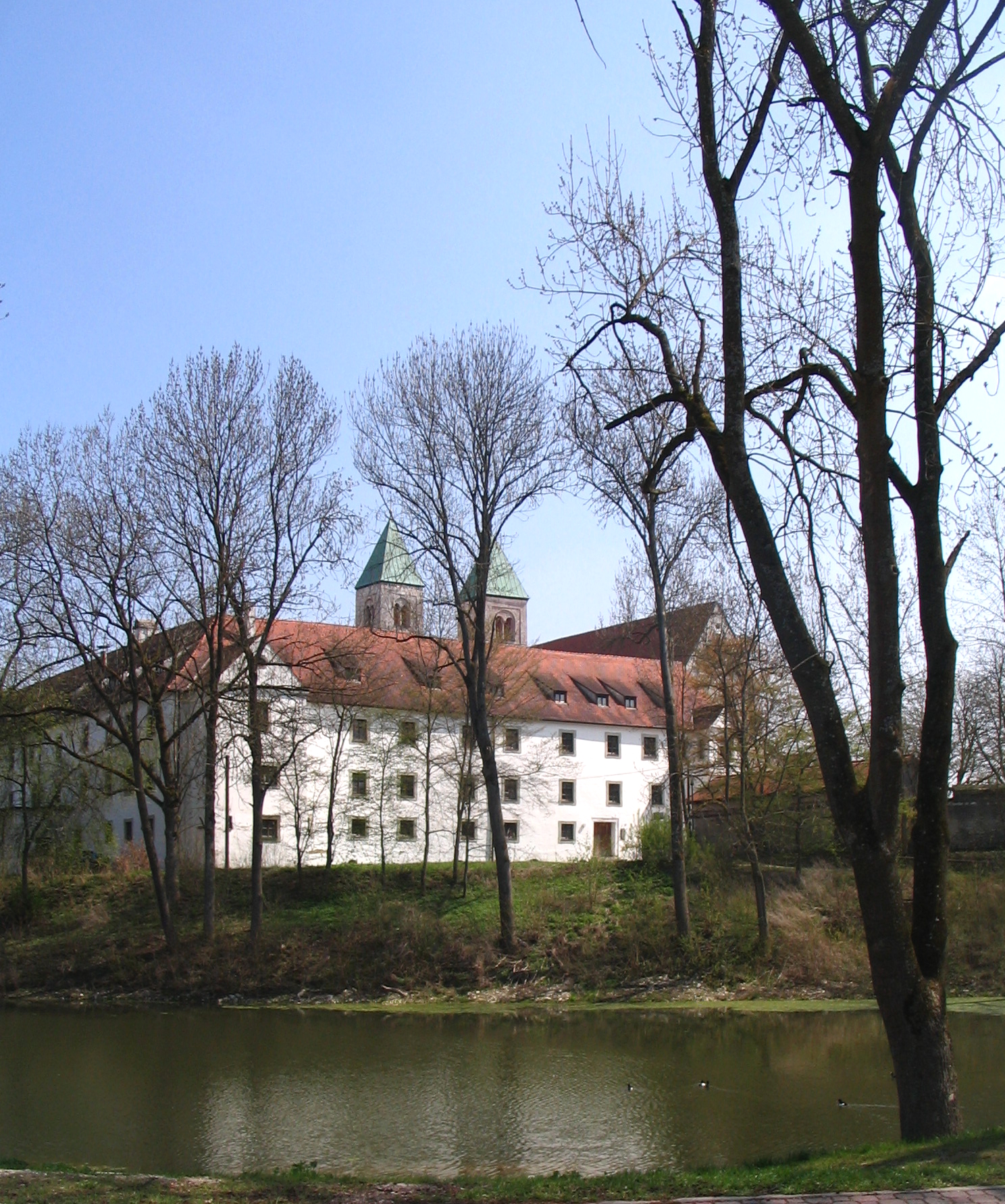
Blick auf die ehemaligen Klostergebäude

Das Kloster Biburg ist ein ehemaliges Kloster der Benediktiner in Biburg in Bayern in der Diözese Regensburg.

## Geschichte

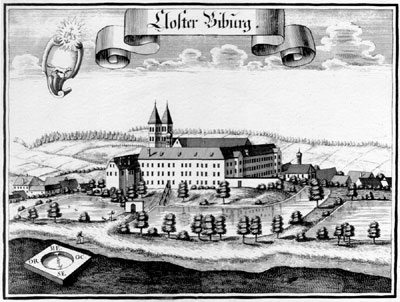
Kupferstich von Michael Wening: Kloster Biburg ca. 1700

Graf Heinrich I. von Sittling und dessen Gemahlin Bertha, Tochter des Grafen Eberhard I. von Ratzenhofen, genannt die „Selige Bertha“, übergaben bei Verteilung ihres Erbes die ihnen gehörende Burg Biburg, welche ursprünglich Heiratsgut von Bertha war, an ihre beiden jüngeren Söhne Konrad und Arbeo. Gemäß dem Wunsch ihrer Mutter Bertha schenkten Konrad und Arbeo ihre Burg Biburg im Jahre 1125 der Domkirche zu Bamberg mit der Auflage, dort ein Kloster zu errichten. Mithin gilt die „Selige Bertha“ als Stifterin des Klosters. Mit dem Bau der Kirche wurde bereits 1125 begonnen. 1133 konnte sie bereits vorläufig eingeweiht werden. Im Jahre 1140 war der Klosterkomplex soweit fertiggestellt, so dass er von den Bischöfen  Heinrich von Regensburg und  Egilbert von Bamberg zu Ehren „Unserer Lieben Frau“ geweiht werden konnte. Eberhard von Sittling und Biburg, ein weiterer Sohn der „Seligen Bertha“ und Mönch aus Prüfening, wurde daraufhin erster Abt des Klosters Biburg. Sein älterer Bruder Ulrich wurde zum Vogt des Klosters bestellt.
Ursprünglich als Doppelkloster d. h. sowohl als Männer- als auch als Frauenkloster erbaut, brannte es 1278 nieder, wobei das Frauenkloster nicht wieder errichtet wurde. Nach dem Brand im Jahre 1278 und wirtschaftlichen Problemen musste  Abt Heinrich IV. Ende des 13. Jahrhunderts die Güter des Klosters verkaufen. Nach wirtschaftlicher Erholung und einer Blüte des Klosters ab 1400 verließen die Mönche in den Wirren der Reformation das Kloster. 1555 wurde das leerstehende Kloster aufgehoben; die Anlage kam in landesherrliche Verwaltung. 1589 erhielten Jesuiten aus Ingolstadt die Gebäude. 1781 übernahm der Malteserorden die Klosteranlage. 1808 ging das Kloster durch die Säkularisation in Bayern in das Eigentum des bayerischen Staates über. Das Grab der „Seligen Bertha“ befand sich ursprünglich in der ebenfalls von ihr gestifteten, nahe gelegenen und von Biburg aus betreuten  Wallfahrtskirche Allersdorf und wurde später mit der Deckplatte des Hochgrabes in die Klosterkirche  übertragen, in welcher der „Bertastein“ in der Apsis des südlichen Seitenschiffes noch zu sehen ist.

## Bauwerke

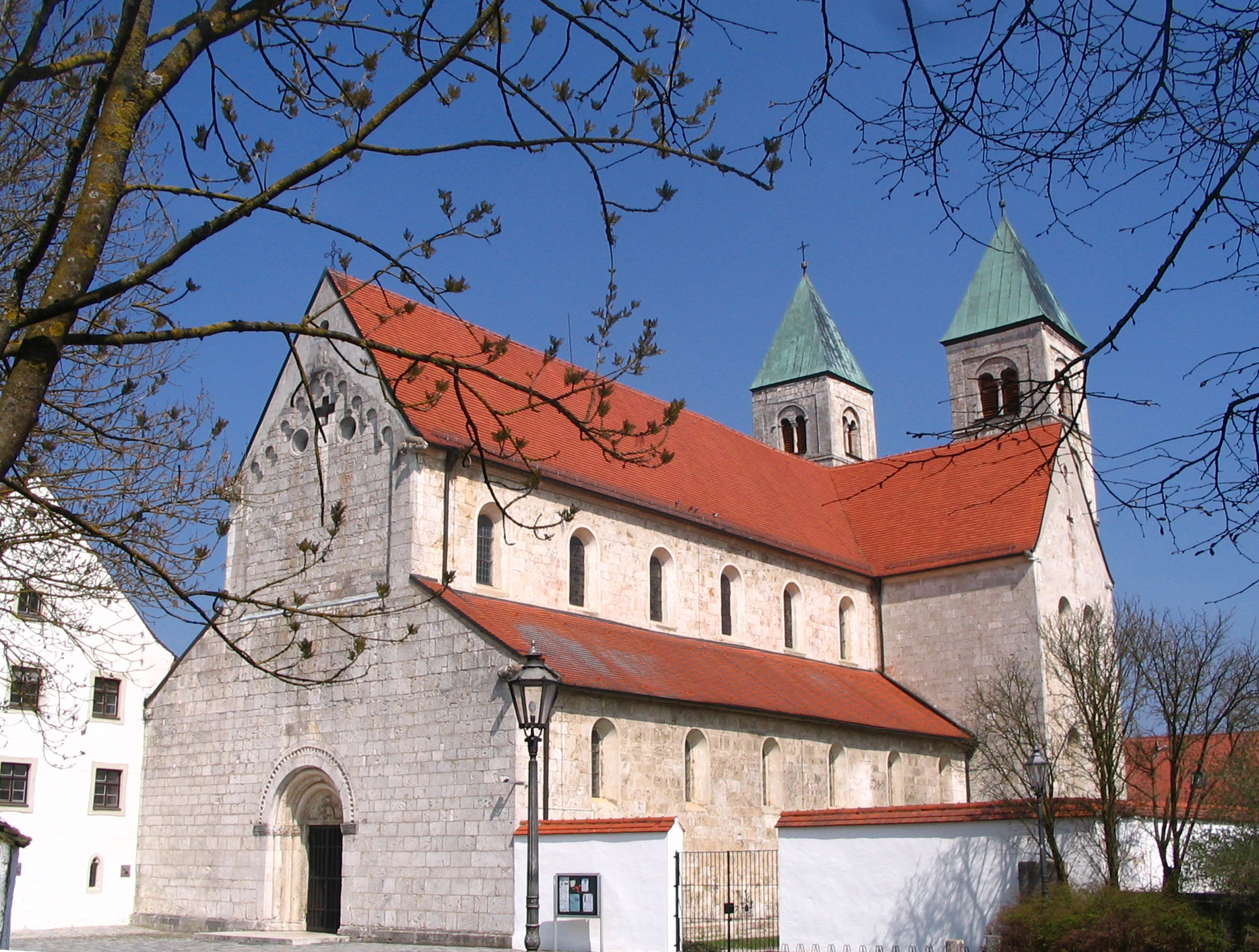
Die ehemalige Klosterkirche

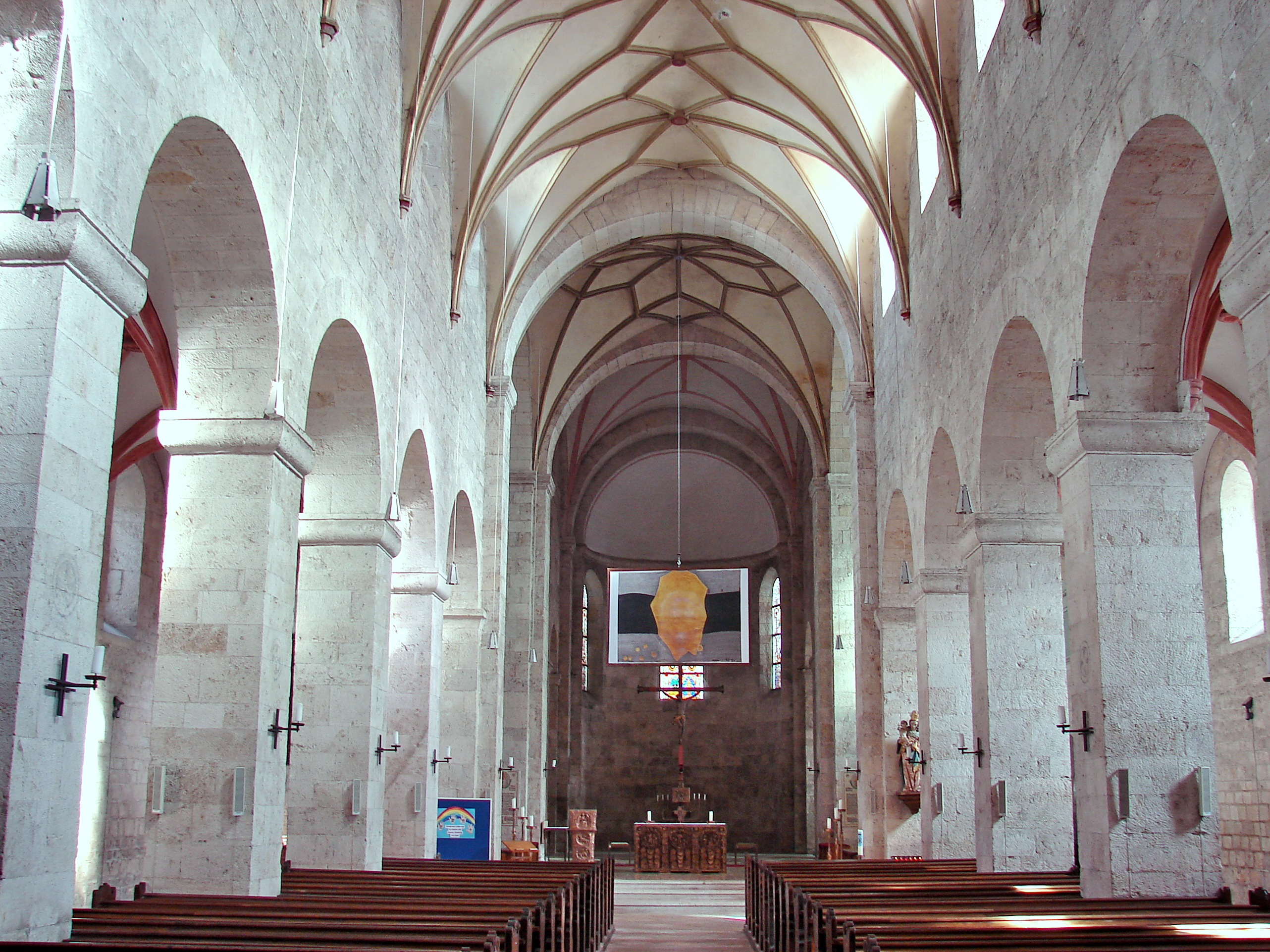
Innenraum der Klosterkirche Maria Immaculata

Die Klosterkirche Maria Immaculata zählt, nachdem sie seit ihrer Einweihung im Jahre 1140 in ihrer baulichen Substanz nahezu unverändert geblieben ist, zu den bedeutendsten romanischen Baudenkmälern Altbayerns. Anfang des 16. Jahrhunderts wurde im Mittelschiff das Netzrippengewölbe erstellt. Seit 1785 wird sie als Pfarrkirche von Biburg genutzt. 1885 bis 1887 wurde die Kirche reromanisiert. Die 1701 nach einem Brand erneuerten Klostergebäude wurden nach Auflösung des Malteserordens privatisiert.
Die Klostergebäude beherbergten die Klosterbrauerei Biburg, die im Jahr 1991 geschlossen wurde. Danach nutzte die Kunstpension Biburg, eine Kunstschule und Akademie für Künstler, einige Räume des Klosters. Das ehemalige Kloster, Hotel und zuletzt „Freie Schule“ diente dann als Außenstelle des Berufsbildungswerks (B.B.W.) St. Franziskus Abensberg. Das Internat schloss zum Ende des Schuljahres 2016/2017.
2017 kaufte die LS-Immobiliengruppe das gesamte Klostergebäude und sanierte es von Grund auf. Bis 2020 wurden 50 Wohnungen und ein Klostercafé mit Biergarten fertiggestellt.

## Trivia
Im Jahre 2010 diente das Kloster als Drehort für Teile des Spielfilms Trans Bavaria.